# Amedeo Amadei
Amedeo Amadei (Frascati, 26 juli 1921 – aldaar, 24 november 2013) was een Italiaans voetballer.
Amedeo Amadei speelde voor AS Roma in de tijd van de Tweede Wereldoorlog. Hij was aanvoerder van het team dat in 1942 voor het eerst in de geschiedenis van Roma de Italiaanse landstitel (scudetto) won. Amadei was de jongste debutant in de Serie A ooit, hij was tijdens zijn debuut 15 jaar, 9 maanden en 6 dagen oud. Dat record werd pas in 2016 geëvenaard (door Pietro Pellegri) en in 2021 verbroken (door Wisdom Amey). Hij is tevens de jongste doelpuntenmaker ooit in de Serie A.
Amadei maakte deel uit van de Italiaanse selectie dat uitkwam op het wereldkampioenschap voetbal 1950.